# Barra do Chapéu (ort)
Barra do Chapéu är en ort i Brasilien.   Den ligger i kommunen Barra do Chapéu och delstaten São Paulo, i den södra delen av landet, 1 000 km söder om huvudstaden Brasília. Barra do Chapéu ligger 785 meter över havet och antalet invånare är 5 236.
Terrängen runt Barra do Chapéu är kuperad åt sydväst, men åt nordost är den platt. Närmaste större samhälle är Apiaí, 18,8 km öster om Barra do Chapéu.
I omgivningarna runt Barra do Chapéu växer i huvudsak städsegrön lövskog. Runt Barra do Chapéu är det glesbefolkat, med 10 invånare per kvadratkilometer.